# Koblenz-Goldgrube
Koblenz-Goldgrube ist ein zentral gelegener Stadtteil von Koblenz. Er liegt zwischen der Karthause und der Moseleisenbahnlinie Koblenz–Trier nur wenige Gehminuten vom Koblenzer Zentrum. Neben einem Wohngebiet findet man hier das Krankenhaus Brüderhaus St. Josef, ein Altenheim, das Beatusbad und drei Schulen. In der Goldgrube am Hang zur Karthause befindet sich der Koblenzer Hauptfriedhof.

## Geschichte
Der Name des Stadtteils stammt von einer alten Flurbezeichnung (Unter den Goldgruben), die erstmals 1397 urkundlich erwähnt wurde. Sie leitete sich von den in der leichten Vertiefung liegenden fruchtbaren Äckern und Weinbergen ab, die bis Moselweiß reichten. In spätrömischer und fränkischer Zeit kann man aber bereits von einer landwirtschaftlichen Nutzung des Gebietes ausgehen. Das freie Areal vor den Toren von Koblenz eignete sich sowohl als Aufmarschgebiet als auch zur Verteidigung bei den vielen Kriegen, denen die Stadt aufgrund ihrer strategischen Lage ausgesetzt war. Der heutige Hauptfriedhof entstand ab 1820 am Hang zur Karthause und wurde in der Folgezeit weiter ausgebaut.
Bis zum Ende des 19. Jahrhunderts war die Goldgrube aber unbewohnt. Erst mit Aufgabe der preußischen Festung Koblenz 1890 war es erlaubt, auch außerhalb der Stadtbefestigung feste Häuser zu bauen. Ab 1898 wurde mit dem Bau der ersten Gebäude begonnen, so wurde 1899 das Brüderhaus St. Josef, 1903 die Thielenschule (1903–1909 katholisches Lehrerinnenseminar, ab 1909 Volksschule) und 1908 das neubarocke Waisenhaus (heute das Altenheim St. Barbara) fertiggestellt. Ein erster Bebauungsplan wurde 1902 von der Stadt Koblenz aufgestellt, aber bis zum Ersten Weltkrieg nicht umgesetzt. Entlang der Beatusstraße vor dem Hauptfriedhof siedelten sich danach einige Steinmetzbetriebe und Gärtnereien an. Die ersten Häuserzeilen entstanden erst in den 1920er Jahren um den heutigen Overbergplatz für Mitarbeiter von Bahn, Polizei, Post und Stadtverwaltung. Danach folgte der Bau von weiteren Wohnblocks und Gewerbeflächen in der Goldgrube.
Im Zweiten Weltkrieg war der benachbarte Güterbahnhof Koblenz-Mosel häufig Ziel der Luftangriffe auf Koblenz. Die Bomben verwüsteten dabei einen Großteil des noch jungen Stadtteils. Während des britischen Vernichtungsangriffs vom 6. November 1944 schlug ein Lancaster-Bomber mit acht Mann Besatzung im Gebiet der heutigen Johannes-Junglas-Straße auf. Der Wiederaufbau konnte größtenteils bis Ende der 1950er Jahre abgeschlossen werden. Am 4. Oktober 1969 wurde auf dem Overbergplatz die katholische Pfarrkirche St. Franziskus eingeweiht. Das Beatusbad in der Goldgrube wurde 1975 eröffnet. Das Arboretum auf dem Hauptfriedhof wurde 1992 anlässlich der 2000-Jahr-Feier von Koblenz offiziell eingeweiht.

## Sehenswürdigkeiten
- Hauptfriedhof, größter Friedhof von Koblenz und Landschaftspark
  - Napoleonstein, Denkmal für die deutschen Veteranen der Armee Napoleons
  - Batterie Hübeling, Ehrenstätte der Stadt Koblenz für die Gefallenen des Zweiten Weltkrieges mit einer Ehrenhalle
  - Arboretum Koblenz, ein gut 4,5 Hektar großes Arboretum (Baumsammlung)
- Katholische Pfarrkirche St. Franziskus
- Brüderhaus St. Josef, Krankenhaus im Klinikverbund Katholisches Klinikum Koblenz-Montabaur

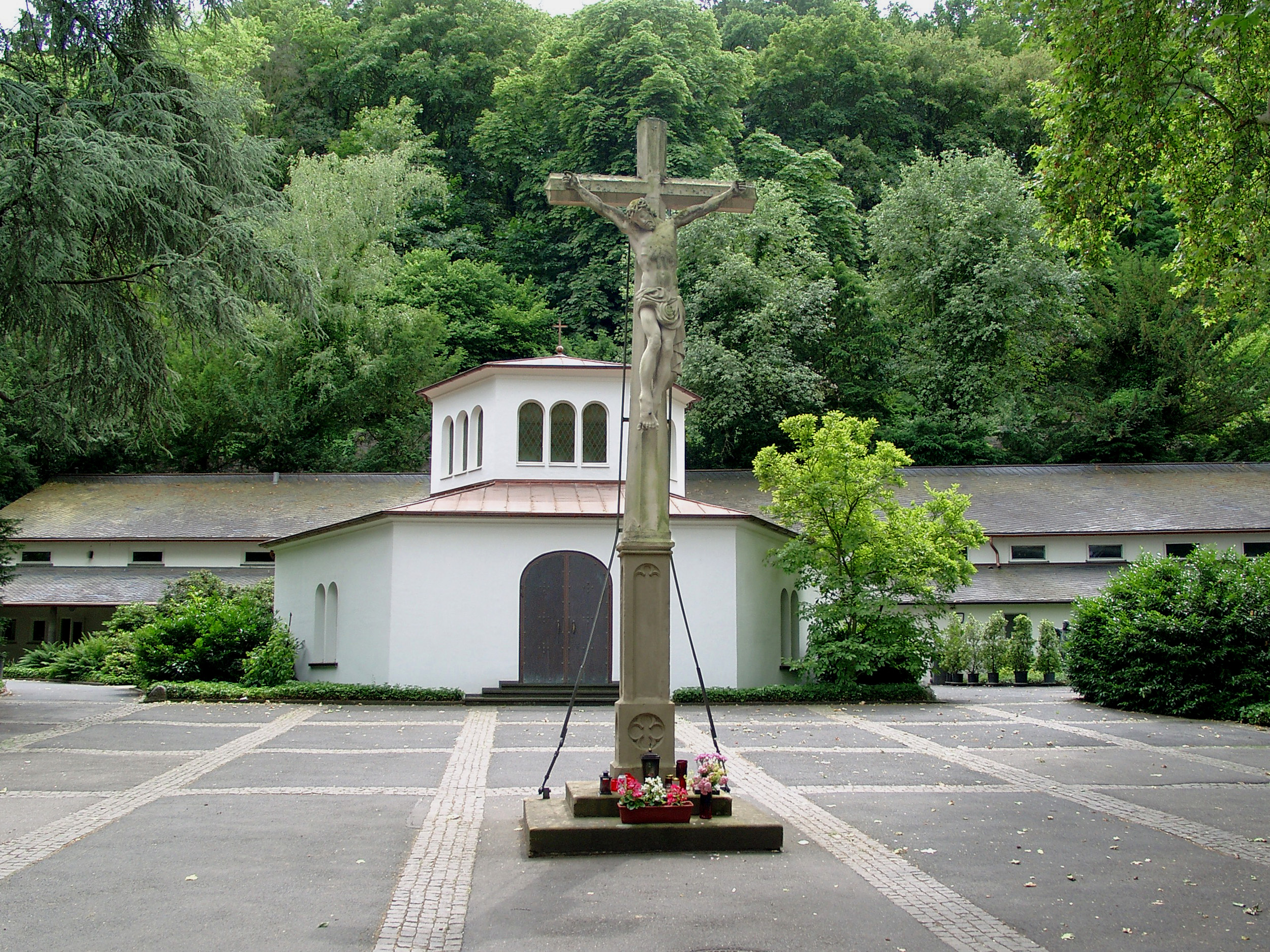
Friedhofskreuz auf dem Hauptfriedhof
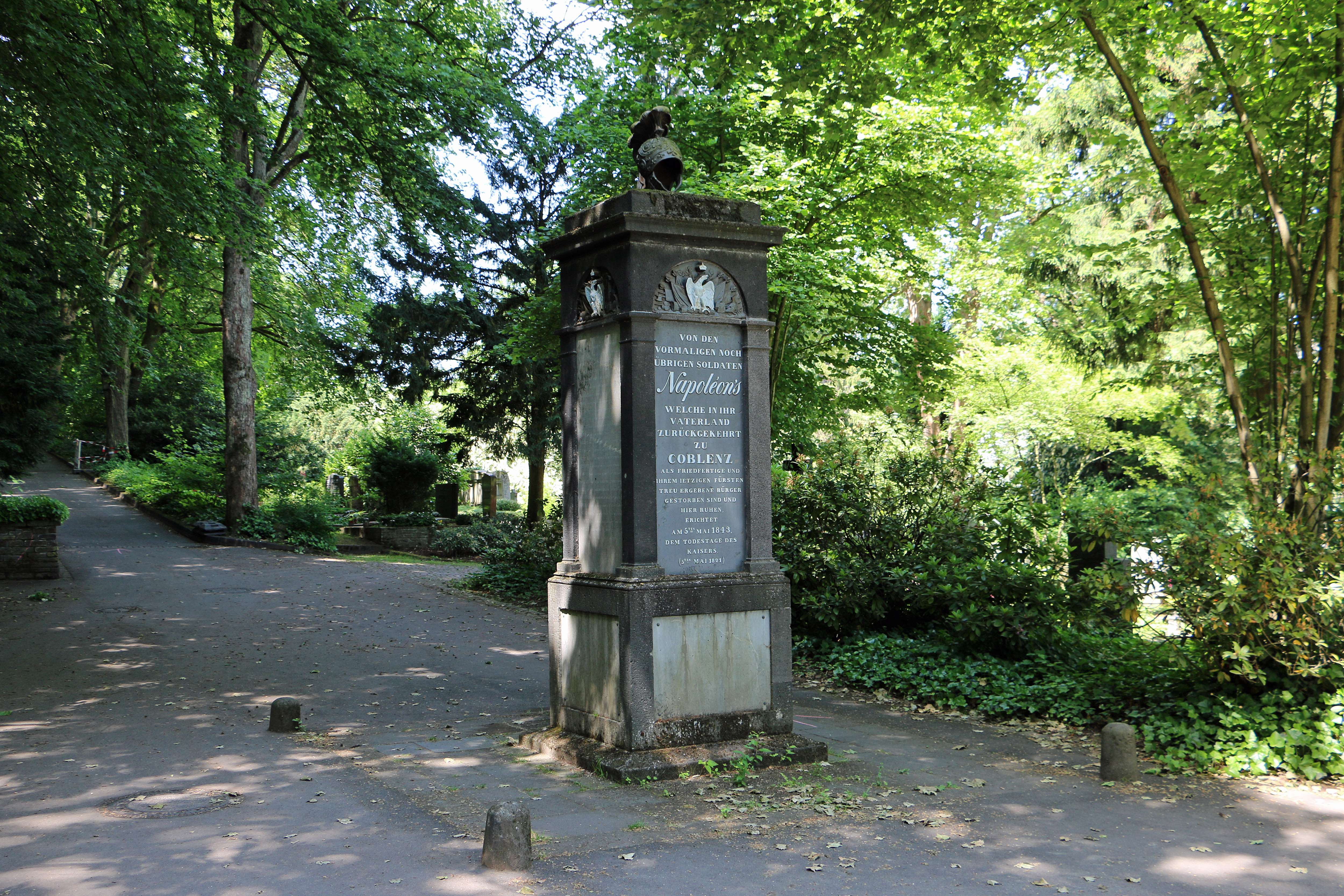
Denkmal für die deutschen Veteranen der Armee Napoleons
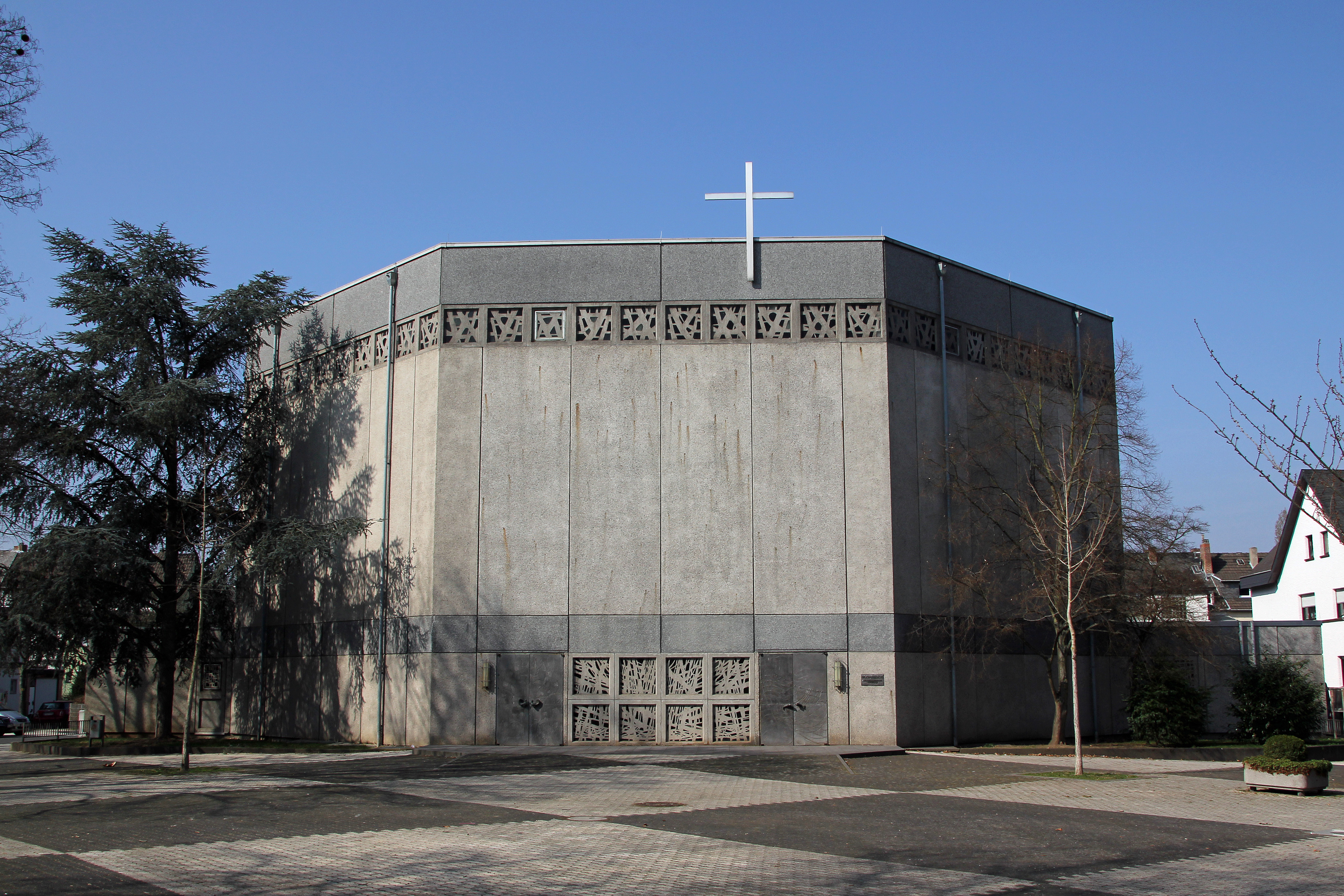
Die katholische Pfarrkirche St. Franziskus
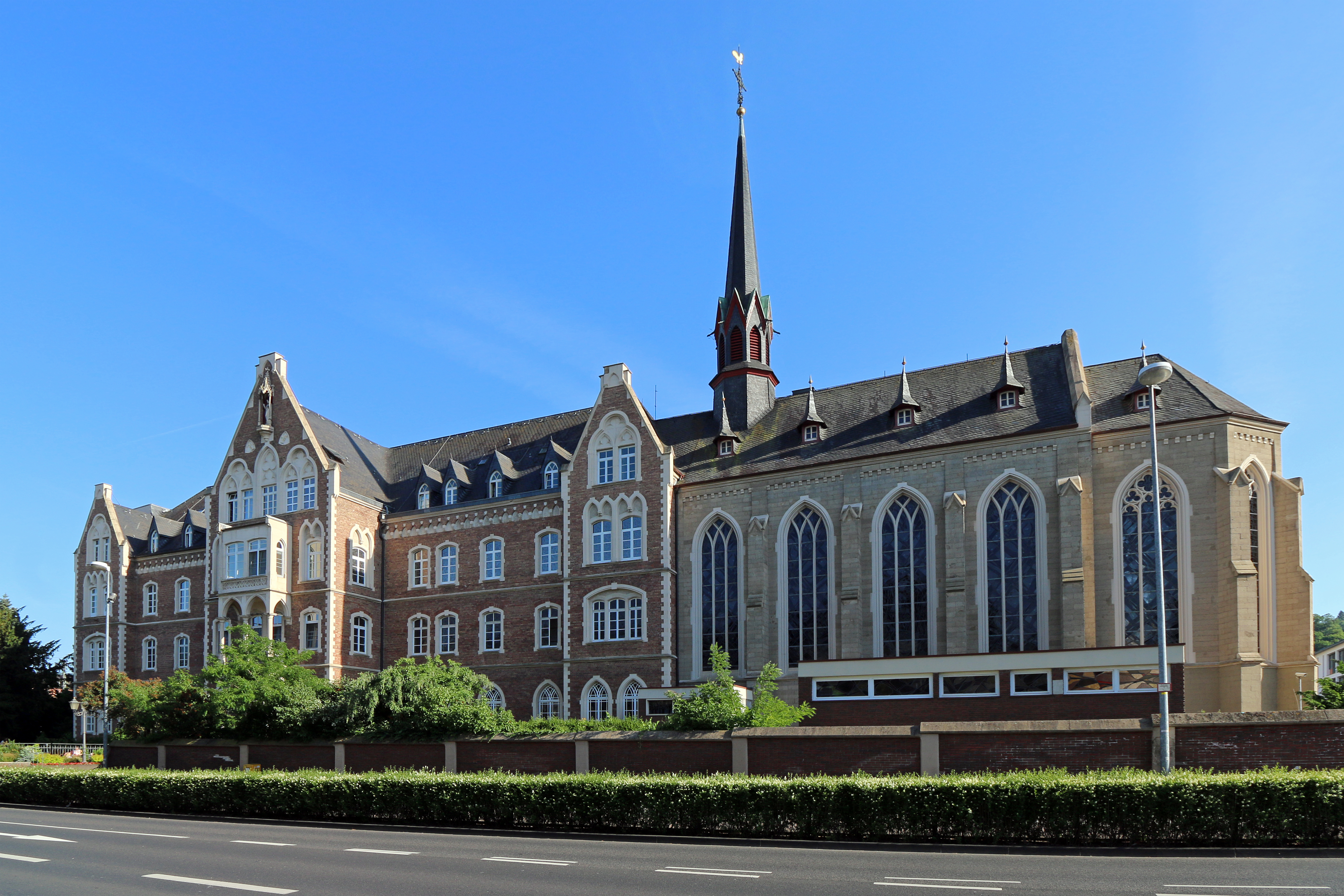
Brüderhaus St. Josef
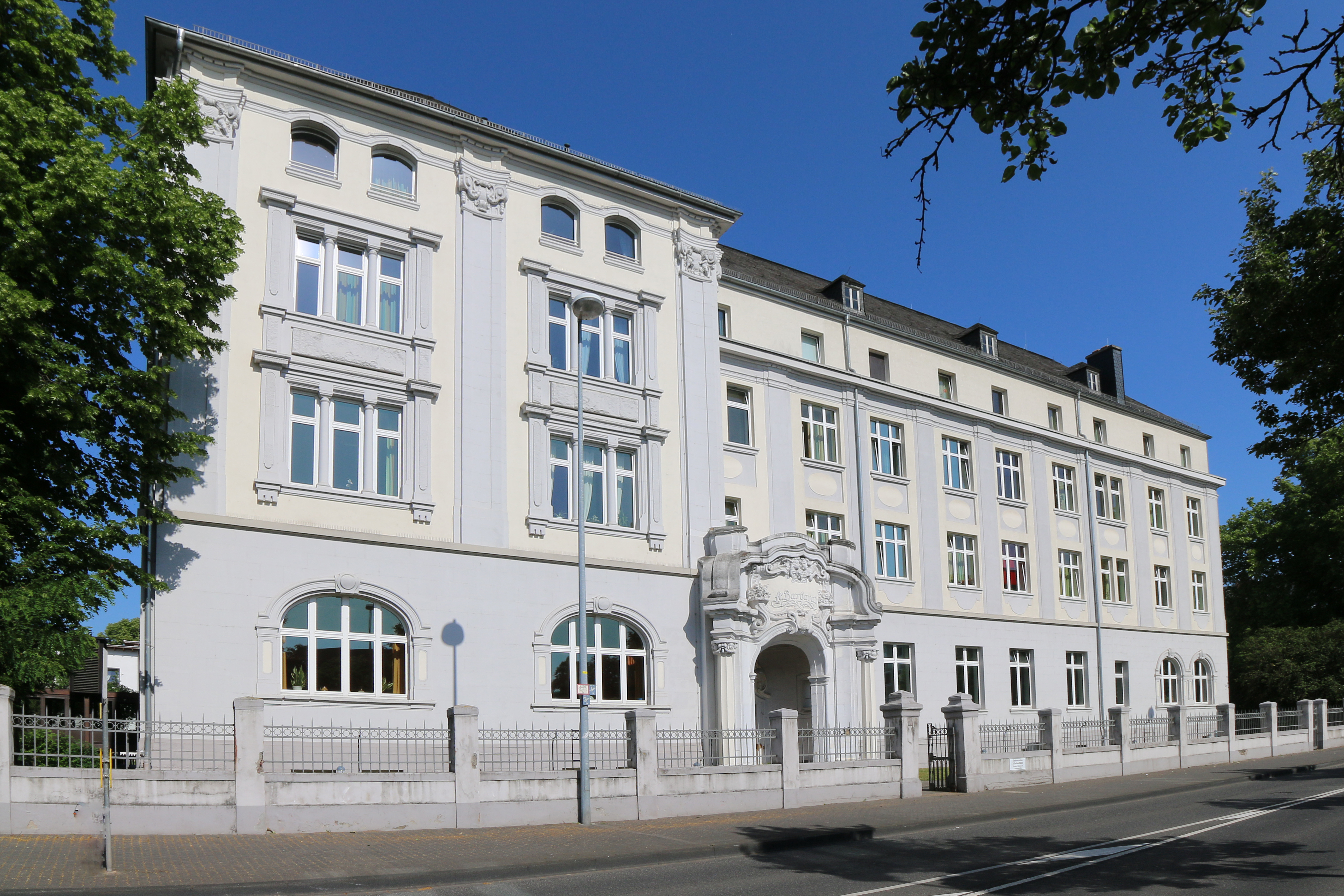
Das ehemalige Waisenhaus St. Barbara (heute Wohnheim)

## Verkehr
An der Moselstrecke ist zwischen Rauental und Goldgrube (Höhe Follmannstraße) die Errichtung eines neuen Bahnhaltepunktes geplant. Dabei ist auch eine Fußgängerüberführung angedacht, mit der Goldgrube und Rauental besser verbunden werden könnten.